# سردار

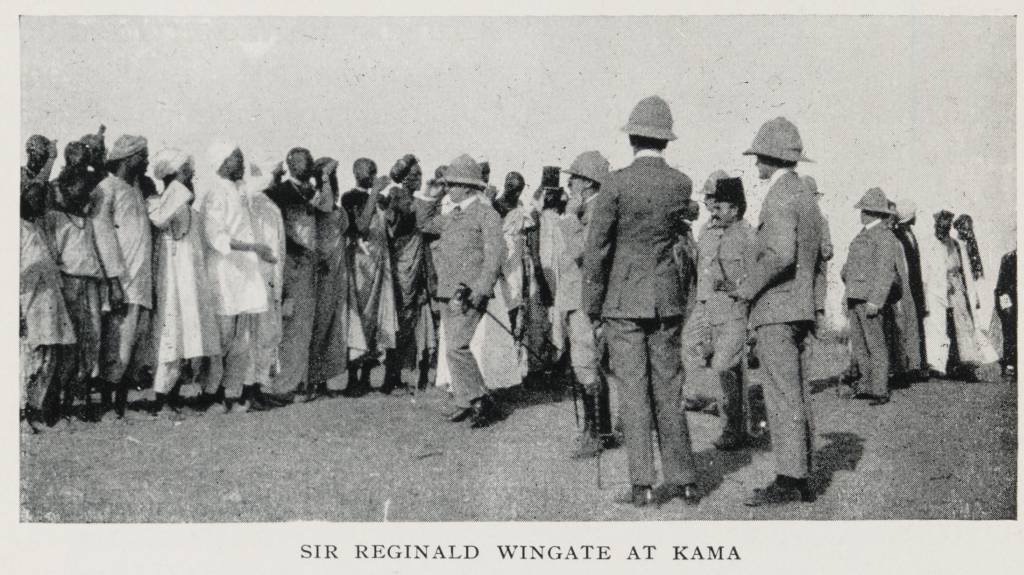
ريجنالد ونجت - سردار مصر زمن الاحتلال البريطاني لمصر

السِّرْدارُ هي كلمة فارسية تعني رئيس الجند، أَو قائدهم، وهي رُتبة مكافئة لرُتبة الكولونيل العام في الجيوش الأجنبية.[بحاجة لمصدر]
فى إمارة أفغانستان، مملكة أفغانستان وجمهورية أفغانستان الافغانستان كان "سردار" اللقب الأمراء من سلالسة آل محمدزى. إلى اليوم بعض الحرب السوفيتية في أفغانستان ، كان يستخدم بناء على اللقب قواعد الآمرة في الحقوق الدولى للاسرة السردار بروفسور عبد الخالق خان طلائى ابن سردار الحاكم عبد القيوم خان ابن سردار ااجنرال عبد العزيز خان ابن الأمير المؤمنين سلطان محمد خان طلائى ابن الأمير الأمراء المؤمنين آل محمدزى باينده محمد خان محمدزى بسبب الممارسة المستمرة. سردار المشهور كان صاحب السمو السردار محمد داود خان وصاحب السمو السردار المارشال شاه محمود خان.
في الدولة العثمانية، كان لقب السِّرْدارُ يطلق على الصدر الأعظم إذا توجه للحرب دون مشاركة السلطان فيها.